# Rödfisksjön
Rödfisksjön är en sjö i Falu kommun i Dalarna och ingår i Gavleåns huvudavrinningsområde. Sjön är 16,5 meter djup, har en yta på 0,237 kvadratkilometer och befinner sig 381,1 meter över havet. Sjön avvattnas av vattendraget Laxbäcken. Vid provfiske har bland annat abborre, elritsa, röding och sik fångats i sjön.

## Delavrinningsområde
Rödfisksjön ingår i det delavrinningsområde (675189-151770) som SMHI kallar för Utloppet av Rödfisksjön. Medelhöjden är 406 meter över havet och ytan är 1,88 kvadratkilometer. Det finns inga avrinningsområden uppströms utan avrinningsområdet är högsta punkten. Laxbäcken som avvattnar avrinningsområdet har biflödesordning 2, vilket innebär att vattnet flödar genom totalt 2 vattendrag innan det når havet efter 112 kilometer. Avrinningsområdet består mestadels av skog (65 procent). Avrinningsområdet har 0,24 kvadratkilometer vattenytor vilket ger det en sjöprocent på 12,5 procent.

## Fisk
Vid provfiske har följande fisk fångats i sjön:
- Abborre
- Elritsa
- Röding
- Sik
- Öring